# Begonia angolensis
Begonia angolensis é uma espécie de Begonia.